# Shy Kidx
Shy Kidx é um músico Italiano de EDM assinado com a Epitaph a partir de 2013, ele foi o primeiro do gênero a assinar com a gravadora.

## História
Em abril de 2013 foi anunciado que seu EP de estréia seria lançado no dia 14 de maio. Shy Kidx disse sobre seu álbum "Para mim, a atitude em eletrônica e punk rock são as mesmas, mesmo se não houver letra da música porque ambos vêm do subterrâneo", explica ele. "Há uma relação definida entre esses dois mundos, porque nem um está fazendo o que estamos tradicionalmente deveria estar fazendo com a música e isso é o que me atraiu para ambos os gêneros, em primeiro lugar". Ele também disse que tem influencias como Bloody Beetroots e Skrillex. Orion foi lançado então em 14 de maio de 2013 pela Epitaph contendo três faixas. Shy Kidx saiu em turnê na Warped Tour durante todo o verão, a partir de junho de até agosto do 2013. A faixa-título de seu EP de estréia esteve na compilação da Vans Warped Tour 2013.
Shy Kidx ficou mais conhecido após fazer remix da canção "Rolling Stone", que esteve na edição de luxo do álbum Fashionably Late. E também mais tarde, da canção "Can You Feel My Heart" de Bring Me The Horizon. Todas lançadas pela Epitaph.

## Discografia
- Orion EP (2013)